# Chak Enayetnagar
Chak Enayetnagar è una suddivisione dell'India, classificata come census town, di 5.661 abitanti, situata nel distretto dei 24 Pargana Sud, nello stato federato del Bengala Occidentale. In base al numero di abitanti la città rientra nella classe V (da 5.000 a 9.999 persone).

## Geografia fisica
La città è situata a 22° 22' 05 N e 88° 18' 02 E.

## Società

### Evoluzione demografica
Al censimento del 2001 la popolazione di Chak Enayetnagar assommava a 5.661 persone, delle quali 2.858 maschi e 2.803 femmine. I bambini di età inferiore o uguale ai sei anni assommavano a 938, dei quali 509 maschi e 429 femmine. Infine, coloro che erano in grado di saper almeno leggere e scrivere erano 3.033, dei quali 1.723 maschi e 1.310 femmine.